# Ронколе (Верчели)
Ронколе је насеље у Италији у округу Верчели, региону Пијемонт.
Према процени из 2011. у насељу је живело 89 становника. Насеље се налази на надморској висини од 490 м.